# وان پارک درایو
وان پارک درایو (انگلیسی: One Park Drive) ساختمان مسکونی ۵۸ طبقه مستقر در شهر لندن است، که در سال ۲۰۲۰ احداث گردید.